# Martin Chrien
Martin Chrien (Besztercebánya, 1995. szeptember 8. –) szlovák válogatott labdarúgó, a szlovák Pohronie középpályása.

## Pályafutása

### Klubcsapatokban
Chrien a szlovák Dukla Banská Bystrica akadémiáján nevelkedett, a felnőtt csapatban 2012 decemberében mutatkozott be. 2014 és 2017 között a cseh élvonalbeli Viktoria Plzeň igazolt labdarúgója volt, habár többnyire kölcsönben szerepelt a szintén élvonalbeli Dynamo České Budějovice, Zbrojovka Brno és a szlovák MFK Ružomberok csapataiban. 2017 nyarán szerződtette őt a portugál bajnok SL Benfica; az első számú csapatban egy portugál bajnoki mérkőzésen lépett pályára a Belenenses ellen, többnyire a klub B csapatában futballozott. 2021 január óta a Mezőkövesd játékosa.

### Válogatott
Többszörös szlovák utánpótlás-válogatott, tagja volt a 2017-es U21-es labdarúgó-Európa-bajnokságon szerepelt csapatnak is. A felnőtt válogatottban góllal debütált; 2019. június 7-én a Jordánia elleni felkészülési mérkőzésen talált be.

#### Mérkőzései a szlovák válogatottban
| #  | Dátum           | Ellenfél | Eredmény | Kiírás              | Esemény |
| -- | --------------- | -------- | -------- | ------------------- | ------- |
| 1. | 2019. június 7. | Jordánia | 5 – 1    | barátságos mérkőzés | 55' 73' |